# Instytut Boszniacki
Instytut Boszniacki (bośn. Bošnjački institut) – instytucja kultury i nauki. Jest muzeum i galerią, domem kultury i biblioteką, wydawnictwem i ośrodkiem kultury. W skład instytutu wchodzi biblioteka, archiwum, kolekcja dzieł sztuki, galerie, czytelnie, pokoje do pracy naukowej i badawczej oraz sale konferencyjne. Jego siedziba znajduje się w Sarajewie.
Zbiory muzeum poświęcone są historii muzułmańskich mieszkańców Bośni, na które składają się między innymi:
- pierwsze wydania boszniackich pisarzy
- gazety z początku XX wieku.